# Ilse Steppat
Ilse Steppat (ur. 11 listopada 1917 w Barmen; obecnie Wuppertal, zm. 21 grudnia 1969 w Berlinie) – niemiecka aktorka filmowa i teatralna.
Najbardziej pamiętną rolę stworzyła w filmie z bondowskiej serii W tajnej służbie Jej Królewskiej Mości (1969; reż. Peter R. Hunt), gdzie zagrała Irme Bunt, asystentkę Blofelda (w tej roli wystąpił Telly Savalas), odwiecznego wroga Jamesa Bonda. Aktorka zmarła nagle na zawał serca w 3 dni po premierze tego filmu.
Steppat zagrała także w polskim filmie w reżyserii Aleksandra Forda pt. Ósmy dzień tygodnia (1958). Wcieliła się tu w postać matki główniej bohaterki Agnieszki Walickiej.

## Wybrana filmografia
- 1947: Małżeństwo w mroku
- 1949: Die blauen Schwerter
- 1950: Der Mann, der zweimal leben wollte
- 1950: Der Fall Rabanser
- 1950: Die Tat des anderen
- 1951: Die Schuld des Dr. Homma
- 1951: Was das Herz befiehlt
- 1951: Hanna Amon
- 1952: Lockende Sterne
- 1952: Wenn abends die Heide träumt
- 1952: Der Kaplan von San Lorenzo
- 1954: Rittmeister Wronski
- 1954: Phantom des großen Zeltes
- 1954: Oberarzt Dr. Solm
- 1955: Der dunkle Stern
- 1955: Der Hauptmann und sein Held
- 1955: Die Ratten
- 1956: Waldwinter
- 1956: Weil du arm bist, mußt du früher sterben
- 1957: Bekenntnisse des Hochstaplers Felix Krull
- 1958: Ósmy dzień tygodnia
- 1960: Im Namen einer Mutter
- 1960: Auf Engel schießt man nicht
- 1962: Die Post geht ab
- 1963: Der Unsichtbare
- 1963: Apartmentzauber
- 1964: Die Gruft mit dem Rätselschloß
- 1965: Der unheimliche Mönch
- 1966: Karriere
- 1968: Der Tod im roten Jaguar
- 1969: W tajnej służbie Jej Królewskiej Mości